# Токелау (архіпелаг)

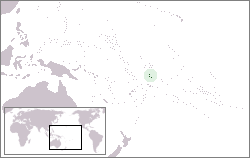
Розташування архіпелагу

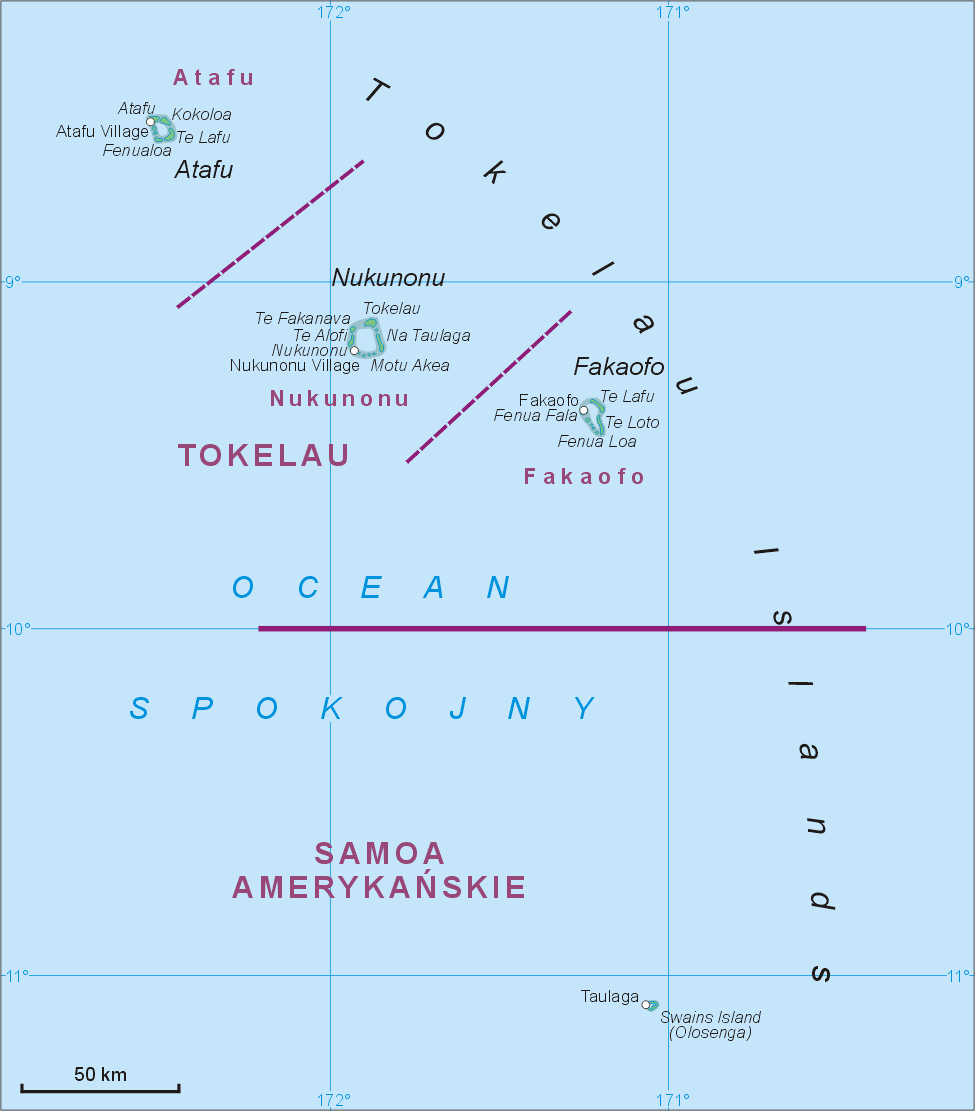
Карта островів, що входять до складу архіпелагу

Токела́у  — це архіпелаг, який складається із чотирьох коралових рифів у вигляді кола. Це — острови Нукунону, Факаофо і Атафу, а також Суейнс. Площа островів становить 13,5 км², населення архіпелагу становить приблизно 1,5 тисяч осіб. Три перші острови входять до складу залежної території Нової Зеландії Токелау, а острів Суейнс — до острівної території США Американське Самоа.
Першими з європейців острови Токелау у 1765 році відкрили англійські мореплавці. З 1889 року острови належать Великій Британії, з 1925 року острови Нукунону, Факаофо і Атафу входять до складу Нової Зеландії і мають статус залежної території (див. Токелау), а острів Суейнс належить США.